# Régis Genté
 (janvier 2025).
Si vous disposez d'ouvrages ou d'articles de référence ou si vous connaissez des sites web de qualité traitant du thème abordé ici, merci de compléter l'article en donnant les références utiles à sa vérifiabilité et en les liant à la section « Notes et références ».
Régis Genté est un journaliste et écrivain français, spécialiste des questions politiques, géopolitiques et sociales en Europe de l’Est et en Asie centrale. Il est connu pour ses analyses sur la Russie, l'Ukraine, la Géorgie et les pays voisins.
Installé dans cette région depuis plusieurs années, il livre des témoignages et des analyses de première main sur des événements dans ces zones.

## Biographie

### Jeunesse et formation
Régis Genté a étudié les sciences politiques et le journalisme en France, ce qui l’a rapidement conduit à s’intéresser aux dynamiques postsoviétiques en Europe de l’Est et en Asie centrale. Attiré par les enjeux géopolitiques de ces régions, il commence à y travailler dès la fin des années 1990.

### Carrière journalistique
Installé à Tbilissi, en Géorgie, Régis Genté est correspondant pour plusieurs médias francophones, notamment Radio France internationale (RFI), Le Figaro, et Le Monde diplomatique. Sa couverture s'étend de la Russie à l'Ukraine, en passant par le Caucase et l'Asie centrale, des régions où il a souvent voyagé et noué des contacts avec des experts locaux et internationaux.
Il a notamment couvert des événements comme :
- La révolution des Roses en Géorgie (2003)
- La guerre russo-géorgienne (2008)
- Le mouvement Euromaïdan et l'annexion de la Crimée (2014)
- Le conflit dans le Donbass (depuis 2014)

Son expertise repose sur une connaissance des dynamiques politiques locales, des mouvements de la société civile et des luttes d'influence entre grandes puissances, notamment entre la Russie et l'Occident[réf. nécessaire].

### Travaux et publications
En plus de ses reportages pour la presse, Régis Genté est l'auteur ou le co-auteur de plusieurs ouvrages qui analysent les transformations politiques et sociales dans l'espace postsoviétique :
- Poutine et le Caucase (2008), coécrit avec Marlène Laruelle, analyse les relations complexes entre la Russie et les pays du Caucase, surtout dans le cadre des conflits ethniques et des stratégies géopolitiques russes dans la région.
- Ukraine, une nouvelle guerre froide ? (2014), où il explore la crise ukrainienne dans le contexte des relations tendues entre la Russie et l’Occident.
- Il contribue également à des ouvrages collectifs sur la politique étrangère russe et ses ambitions en Eurasie.

### Analyste
En tant que spécialiste des relations entre l'ex-URSS et l'Occident, Régis Genté est souvent invité à intervenir dans des conférences et des débats, aussi bien dans des institutions académiques que dans des forums internationaux. Son travail a aussi été cité dans divers rapports et études stratégiques sur les relations internationales.

### Vie privée
Régis Genté vit en Géorgie, où il continue à suivre de près les évolutions politiques et sociales dans les régions qu’il couvre.

## Publications
- Poutine et le Caucase, avec Marlène Laruelle, Buchet Chastel, 2008, 208 p.
- Voyage au pays des Abkhazes (Caucase, début du XXIe siècle), Éd. Cartouche, 2012, 178 p.
- Ukraine, une nouvelle guerre froide ?, 2014.
- Futbol. Le ballon rond de Staline à Poutine, avec Nicolas Jallot, Allary Éditions, 2018, 235 p.
- Volodymyr Zelensky. Dans la tête d'un héros, Grasset, 2022, 198 p., rééd. Pocket, 2023, 178 p.
- Notre homme à Washington: Trump dans la main des Russes, Grasset, 2024, 224 p.